# Lepturges prolatus
Lepturges prolatus là một loài bọ cánh cứng trong họ Cerambycidae.